# Garigliano (Schiff)
Die Garigliano war ein Landungsschiff der Königlich Italienischen Marine (Regia Marina), das ab 1943 von der deutschen Kriegsmarine als Minenschiff unter den Namen Dwarsläufer und später Oldenburg genutzt wurde.

## Königlich Italienische Marine
Das Schiff war eins von vier hochseetüchtigen Landungsschiffen der Sesia-Klasse, alle nach Flüssen benannt, die von der italienischen Marine in den Jahren 1933 bis 1937 gebaut, aber aus Gründen militärischer Geheimhaltung offiziell as Wassertanker („motocisterne per acqua“ – MC) bezeichnet wurden. Schwesterschiffe waren das Typschiff Sesia, die Scrivia und die Tirso. Da die Sesia im Jahre 1937 bei Massaua im Roten Meer eine Anzahl von Landungsübungen durchführte, klassifizierten Janes Fighting Ships im Jahre 1937 und die französische Revue Maritime im Jahre 1939 die Schiffe korrekt als Landungsschiffe ein.
Die Garigliano wurde 1933 auf der Werft Cantieri del Tirreno Riva Trigoso in Genua auf Kiel gelegt, lief am 22. Februar 1934 vom Stapel und wurde am 8. Mai 1934 als zweites Schiff der Klasse in Dienst gestellt. Sie war 66,12 m lang und 10,05 m breit. Ihr Tiefgang war maximal 4,2 m am Heck, 0,5 m am Bug. Die Wasserverdrängung betrug 1141 Tonnen und etwa 1450 t maximal. Zwei Dieselmotoren von jeweils 300 PS erlaubten eine Höchstgeschwindigkeit von 10,5 Knoten. Die Reichweite betrug 4000 Seemeilen bei 8 Knoten Marschgeschwindigkeit oder 2700 Seemeilen bei 10 Knoten Marschgeschwindigkeit. Das Schiff war mit vier 13,2-mm-MG bewaffnet. 1938 wurde die Bewaffnung geändert und bestand nunmehr aus zwei 2,0-cm-Maschinenkanonen L/65 und drei 8-mm-MG. Bei Mineneinsätzen konnten bis zu 118 Minen aufgenommen werden. Als Landungsschiff konnte die Garigliano bis zu 1062 Soldaten und 50 Maultiere befördern oder aber auch Radfahrzeuge und leichte Panzer, die über eine 2,7 m breite und 13 m lange, elektrisch betriebene Bugrampe angelandet werden konnten. Beim Landen an flachen Stränden konnte das halbwegs unter dem Vorderschiff befindliche Bugruder eingezogen werden. Im Heck befand sich ein Ballasttank, der geflutet werden konnte, um den Tiefgang am Bug bei Bedarf noch weiter zu verringern.
Die Sesia und die Garigliano wurden bereits im Abessinienkrieg im Roten Meer eingesetzt. Im April 1939 nahmen die Garigliano und ihre Schwesterschiffe an der italienischen Invasion von Albanien teil. Am 10. Juni 1940, als Italien auf Seiten Deutschlands in den Krieg eintrat und in Südfrankreich einmarschierte, lag sie in Tarent. Sie verlegte dann mit ihren Schwesterschiffen Sesia und Tirso nach Valona in Südalbanien, um beim Angriff auf Griechenland Ende Oktober 1940 mit der sogenannten Forza Navale Speciale eine geplante Anlandung von Truppen auf Korfu durchzuführen, die aber wegen schlechten Wetters abgesagt werden musste. Im August 1941 wurden die vier Schiffe nach Livorno verlegt, um für eine geplante Invasion von Korsika bereitzustehen. Dazu wurden sie mit einer zusammensetzbaren Heeres-Pontonbrücke von 70 m Länge ausgestattet, die dem Strand vorgelagerte Sandbänke überqueren sollte und innerhalb von 19 Minuten nach Grundberührung gebrauchsfertig sein konnte. Im Frühsommer 1942 erhielt die Garigliano in Vorbereitung auf die für den Juli geplante deutsch-italienische Landung auf Malta (Unternehmen Herkules bzw. „Operazione C3“) die Kennung F 844, die sie auch nach der Absage dieses Unternehmens beibehielt. Die Schiffe wurden dann am 11. November 1942 bei der Landung in Korsika eingesetzt, danach auch bei der kurz danach beginnenden Verlegung italienischer Truppen nach Tunesien.

## Kriegsmarine
Die Garigliano wurde, mit einigen von ihrer Besatzung verursachten Beschädigungen, in der Folge des Waffenstillstands von Cassibile (3. September 1943) und im Zuge der darauf folgenden deutschen Besetzung Italiens am 13. September 1943 in La Maddalena von deutschen Truppen in Besitz genommen und mit einer Prisenbesatzung am 16./17. September nach Porto-Vecchio und von dort nach Genua geschickt. Die Kriegsmarine stellte das Schiff am 25. November 1943 unter dem Namen Dwarsläufer in Dienst. Es versah zunächst als Teil der zur 3. Geleitflottille (7. Sicherungs-Division) gehörenden Minenschiffgruppe Westitalien Geleitdienst im Tyrrhenischen Meer, um Sizilien und nach Nordafrika, legte aber im Januar 1944 auch bereits Minensperren südlich von Elba und östlich von Savona. Nach einem Minenunternehmen südlich von Elba wurde die Dwarsläufer am 23./24. Januar von britischen Motortorpedobooten angegriffen, kollidierte bei einem Ausweichmanöver mit der F 523 und wurde dabei schwer beschädigt. Sie musste in Livorno auf Strand gesetzt und dann zur Reparatur nach La Spezia geschleppt werden.
Im Februar 1944 wurde das Schiff in Oldenburg umbenannt und dann hauptsächlich zum Minenlegen eingesetzt. Als Minenschiff war die Oldenburg mit zwei 3,7-cm-SK C/30 (L/83) und vierzehn 2-cm-Flak C/30 (L/65) bewaffnet und konnte bis zu 145 Seeminen mitführen. Im März legte die Oldenburg eine Anzahl von Minensperren nordwestlich von Gorgona und im April weitere sowohl südlich als auch nördlich von Elba. Ein bei einem Fliegerangriff auf La Spezia am 12. Mai 1944 erhaltener Granattreffer resultierte in einem Brand im Maschinenraum, der aber unter Kontrolle gebracht werden konnte; erst im November war es dann möglich, die Schäden im Maschinenraum in einer Werft zu beheben. Ende Mai und Anfang Juni 1944 warfen die Minenschiffe Oldenburg und Dietrich von Bern Minensperren vor La Spezia und Genua. Bis zum April 1945 folgten eine Reihe weiterer Minenunternehmungen im Ligurischen Meer.
Am 25. April 1945 wurde die Oldenburg in Genua von ihrer Besatzung versenkt.

## Italienische Marine
1946 wurde das Schiff gehoben und nach den notwendigen Reparaturen unter seinem alten Namen Garigliano von der italienischen Marine wieder in Dienst gestellt. Das Schiff wurde am 1. April 1952 außer Dienst gestellt und dann abgewrackt.